# Szymon z Saint-Quentin
Szymon z Saint-Quentin – francuski dominikanin, który uczestniczył w misji dyplomatyczno-religijnej wysłanej przez Innocentego IV do Mongołów Persji i Armenii w 1247. Duża część jego sprawozdania zachowała się w Speculum historiale (“Zwierciadle historii”) francuskiego encyklopedysty średniowiecznego Wincentego z Beauvais. 
O wyprawie Batu-chana w 1241 napisał: 
"Gdy zaś [Batu] miał wkroczyć na Węgry, złożył ofiarę demonom, pytając, czy ośmieli się tam wejść, odpowiedział mu demon mieszkający w posągu: "Idź spokojnie, bo wysyłam trzy duchy przed tobą, a dzięki nim twoi przeciwnicy nie zdołają ci się oprzeć", co też się stało. Duchami tymi były zaś: duch niezgody, duch niewiary i duch strachu. To są trzy duchy nieczyste jakby żaby, jak czytamy w Apokalipsie [16,13]."